# Скрынчук, Леонид Юрьевич
Леонид Юрьевич Скрынчук (укр. Леонід Юрійович Скринчук; 18 апреля 1938, с. Залучье (теперь с. Подоляны, Каменец-Подольский район, Хмельницкая область, Украина) — 10 октября 2009, Украина) — советский работник сельского хозяйства, Герой Социалистического Труда (1988).

## Биография
Родился 18 апреля 1938 года в селе Залучье (ныне Подоляны Каменец-Подольского района Украины). Отец — Юрий Никифорович, мать — Дарья Тихоновна.
В 1946 году начал учёбу в начальной школе родного села; в 1956 году окончил среднюю школу в соседнем селе Подпилипье.
Работал в тракторной бригаде местного колхоза им. Чапаева, затем по направлению колхоза учился в техническом училище № 3 в селе Говоры Виньковецкого района Хмельницкой области. После окончания училища служил в Советской армии. После армии учился в Каменец-Подольске в сельскохозяйственном институте.
С 1965 года Скринчук работал Чемеровецком районе Хмельницкой области: 5 лет в селе Юрковцы был главным зоотехником колхоза им. Котовского, следующие 30 лет руководил колхозом в пгт Чемеровцы (позже — агрофирма «Украина»).
С января 2000 года находился на пенсии, но с 2005 года снова возглавил фирму «Украина».
Занимался общественной деятельностью, был депутатом Верховного Совета Украинской ССР 11-го созыва (1985—1990 годы).
Умер в октябре 2009 года.

## Награды
- 17 августа 1988 года Л. Ю. Скрынчук было присвоено звание Героя Социалистического Труда с вручением ордена Ленина и медали «Золотая звезда».
- Также награждён орденом Ленина, орденами Трудового Красного Знамени и Знак Почёта, медалями.
- Заслуженный работник сельского хозяйства УССР (1988)[2].